# 柽柳黄素
柽柳黄素（也称为3,5,7,3'-四羟基-4'-甲氧基黄酮，3,5,7,3'-Tetrahydroxy-4'-methoxyflavone）是一种槲皮素衍生的O-甲基化黄酮醇，分子式C16H12O7，存在于一些柽柳属（Tamarix）植物中。